# Lin Šou-i
Lin Šou-i (čínsky 林壽鎰, také Lin Kuangmi (林光彌) 2. srpna 1916 Tchao-jüan Tchaj-wan - 22. března 2011) byl tchajwanský fotograf.

## Životopis
Lin Šou-i se narodil v Tchao-jüan v roce 1916 jako jediný syn svých rodičů. Vyrůstal v chudých poměrech, jeho otec musel hodně pracovat, aby uživil rodinu. V roce 1928 se Lin Šou-i začal učit fotografickému řemeslu ve fotografickém studiu společně se Sü Čchi-jüan. Jeho učitelem byl fotograf pocházející z Tchaj-wanu Pcheng Žuej-lin. Pořídil si fotografickou kameru 5x7 palců a živil se v Ťi-lung portrétováním. V roce 1934 odešel do japonské Ginzy, kde zíksal práci v japonské fotografické společnosti. O tři roky později se však musel vrátit do svého rodného města, protože jeho otec už nemohl dále pracovat. V Tchao-jüan si následně otevřel "Linovu fotografickou galerii".
Lin Šou-i zemřel 22. března 2011 ve svém domě v Tchao-jüan na srdeční selhání ve věku devadesáti pěti let.

## Vybraná díla
- Slečna N (1940)
- Léto (1958)

## Galerie

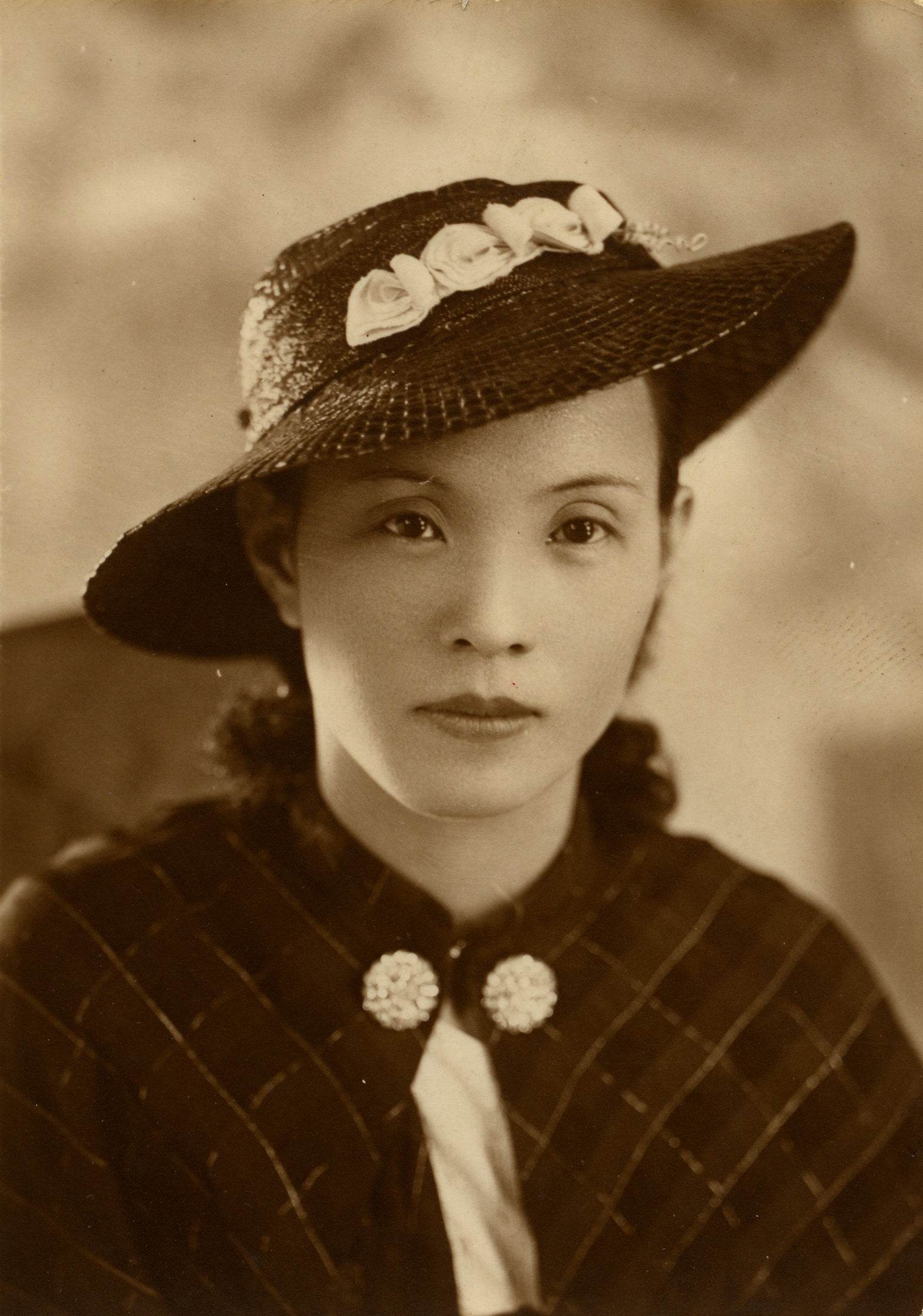
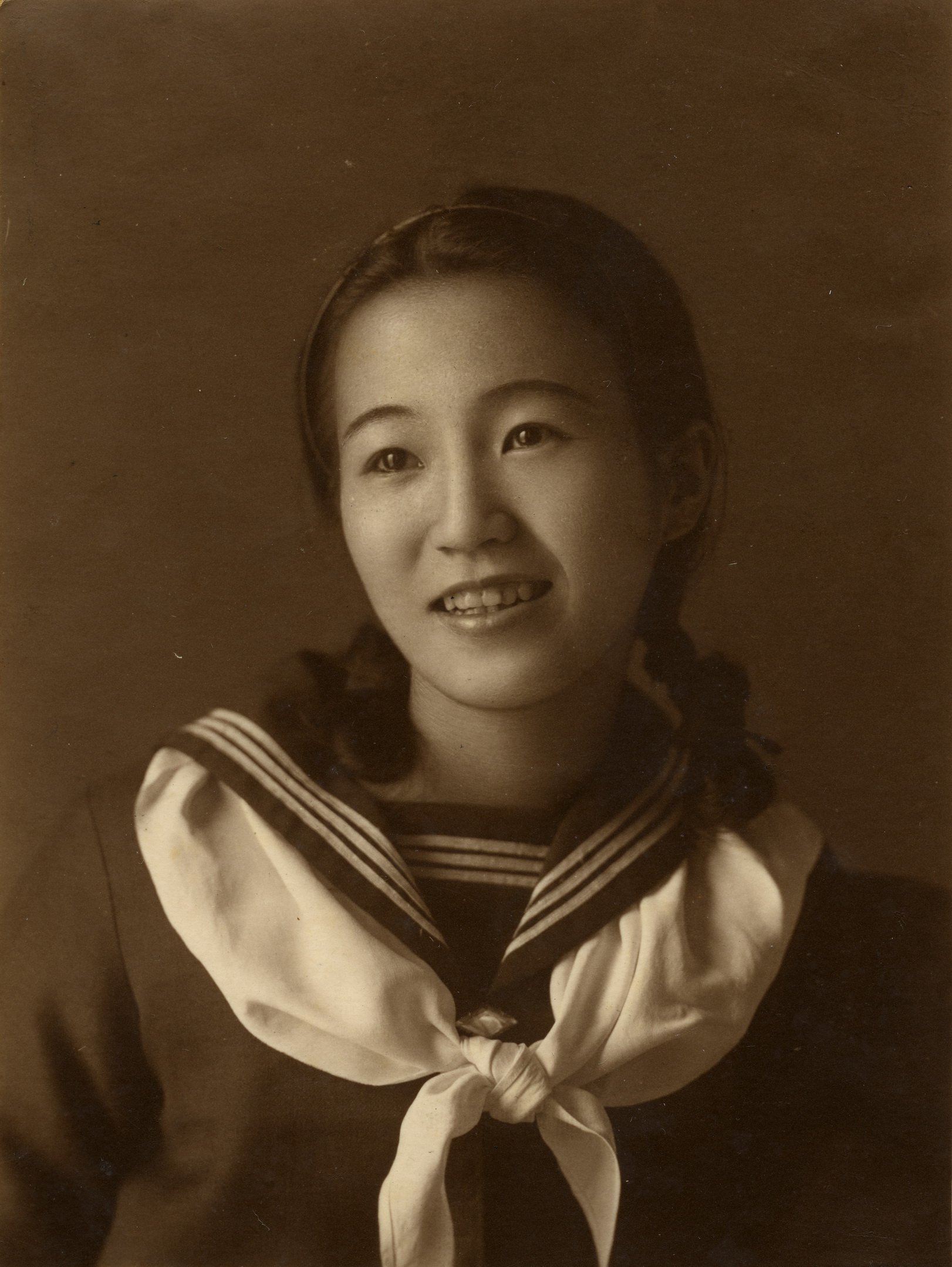
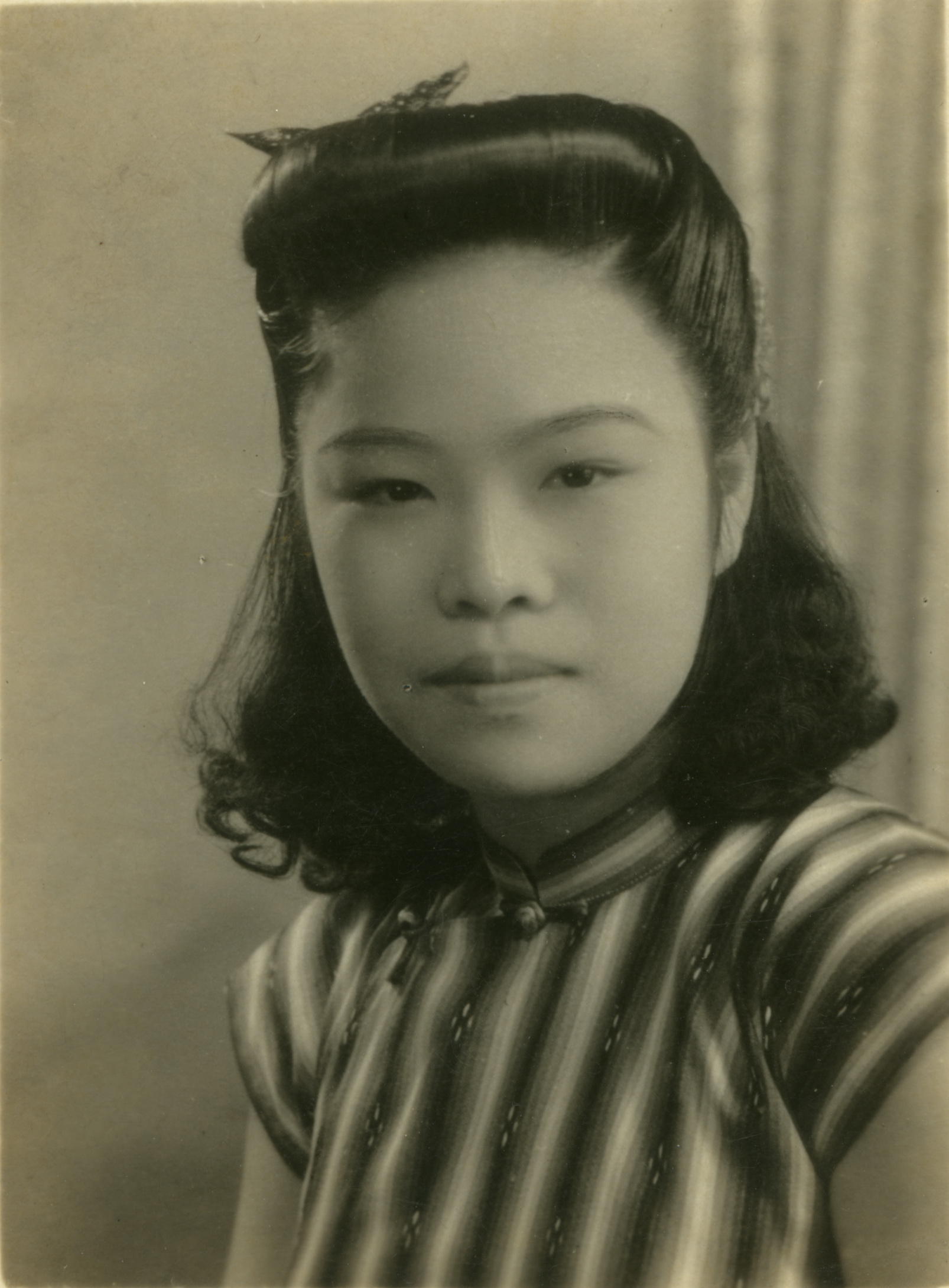
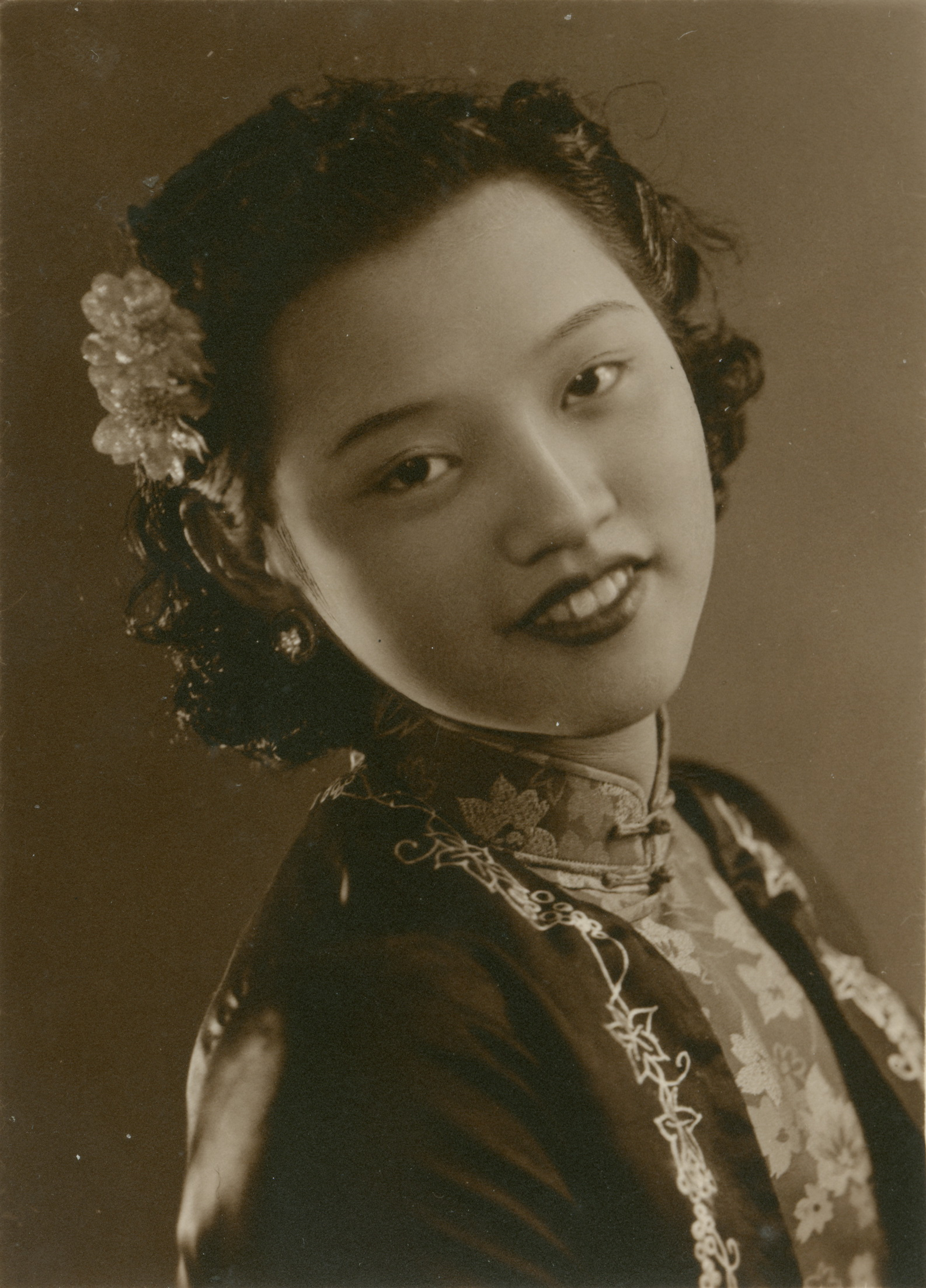
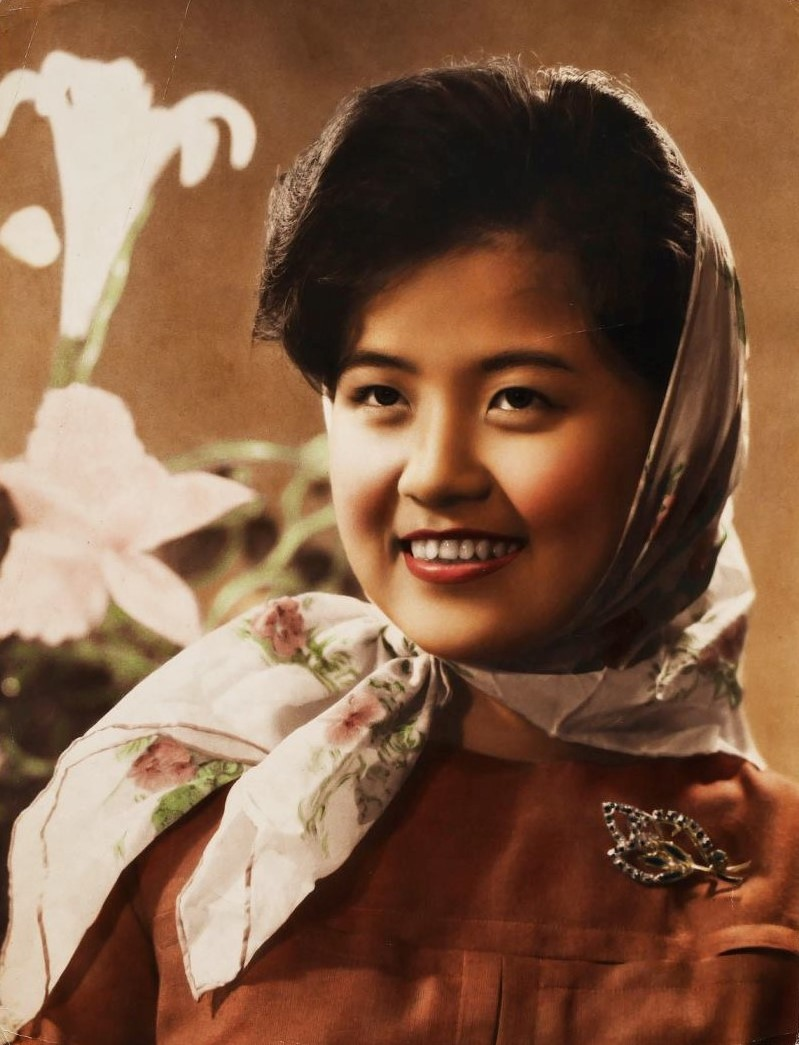
Kolorovaná fotografie
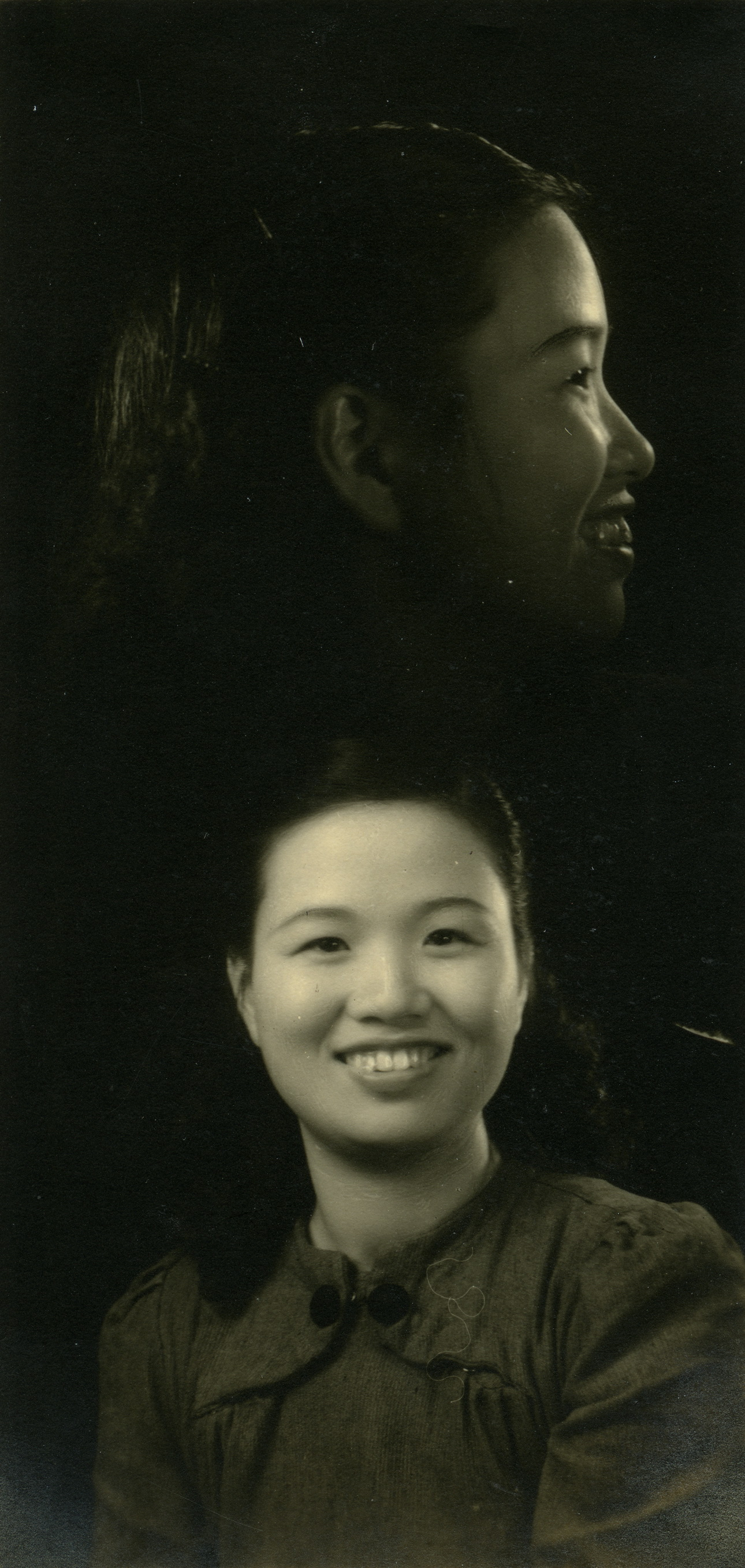
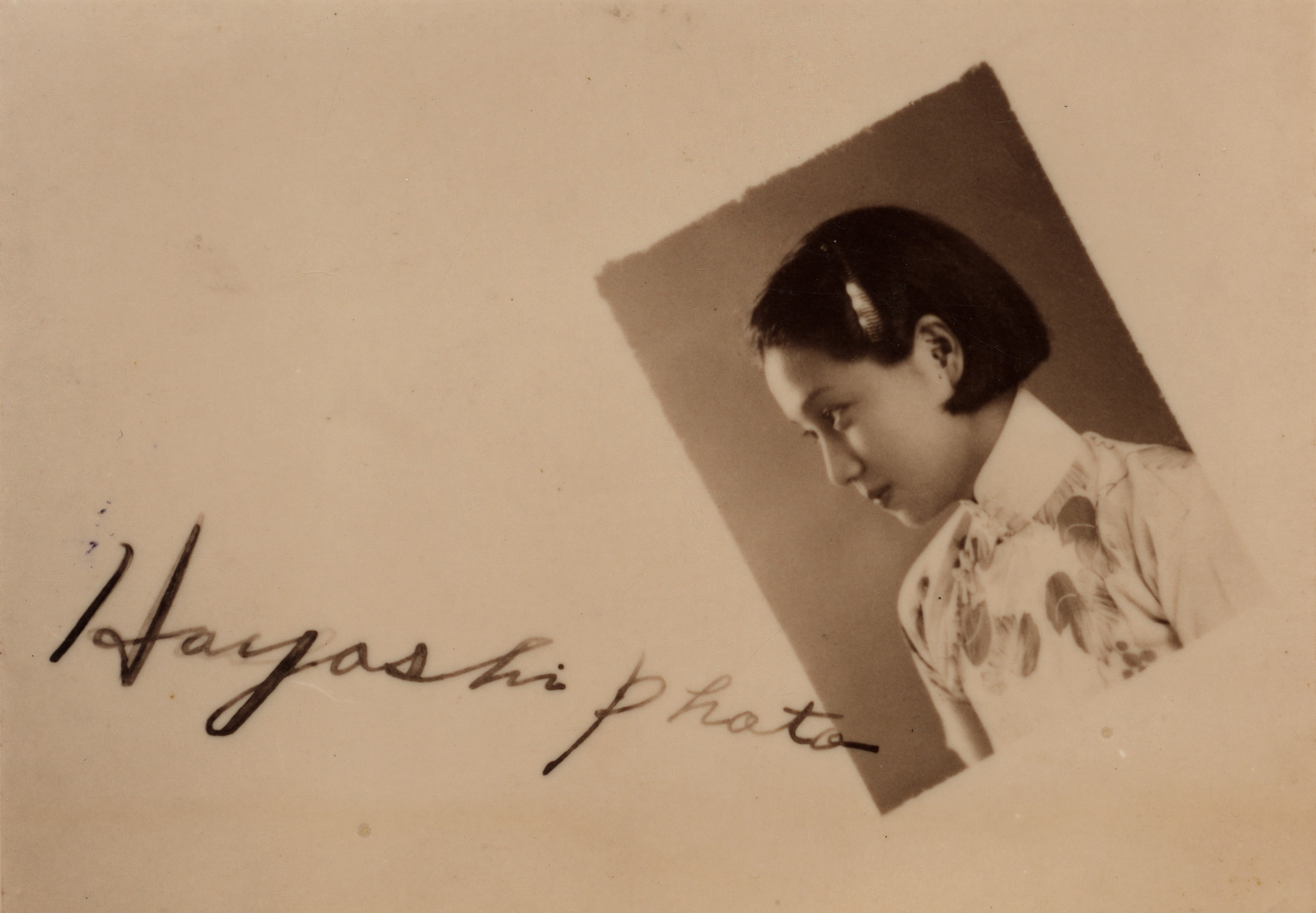
Portrét s podpisem fotografa
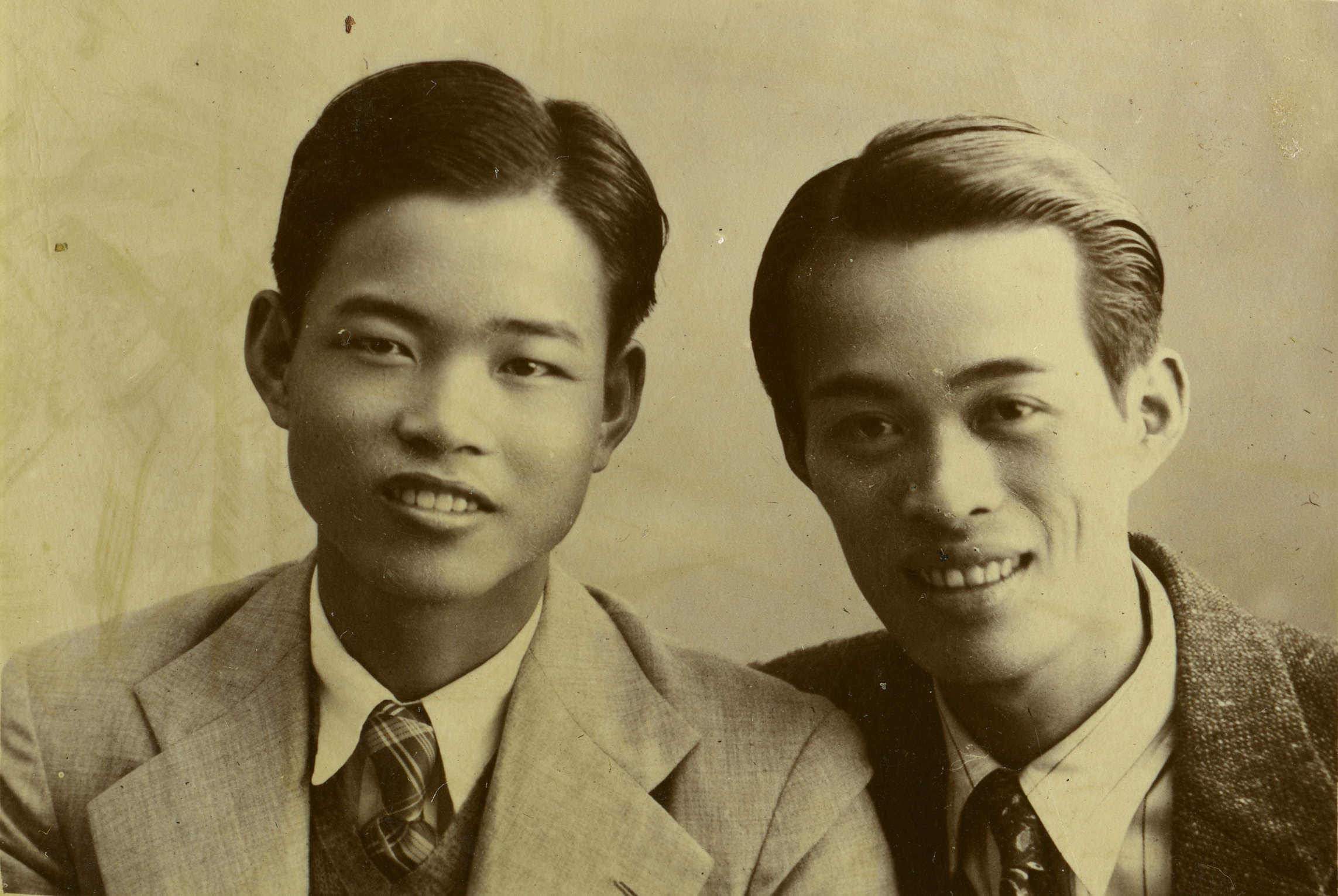
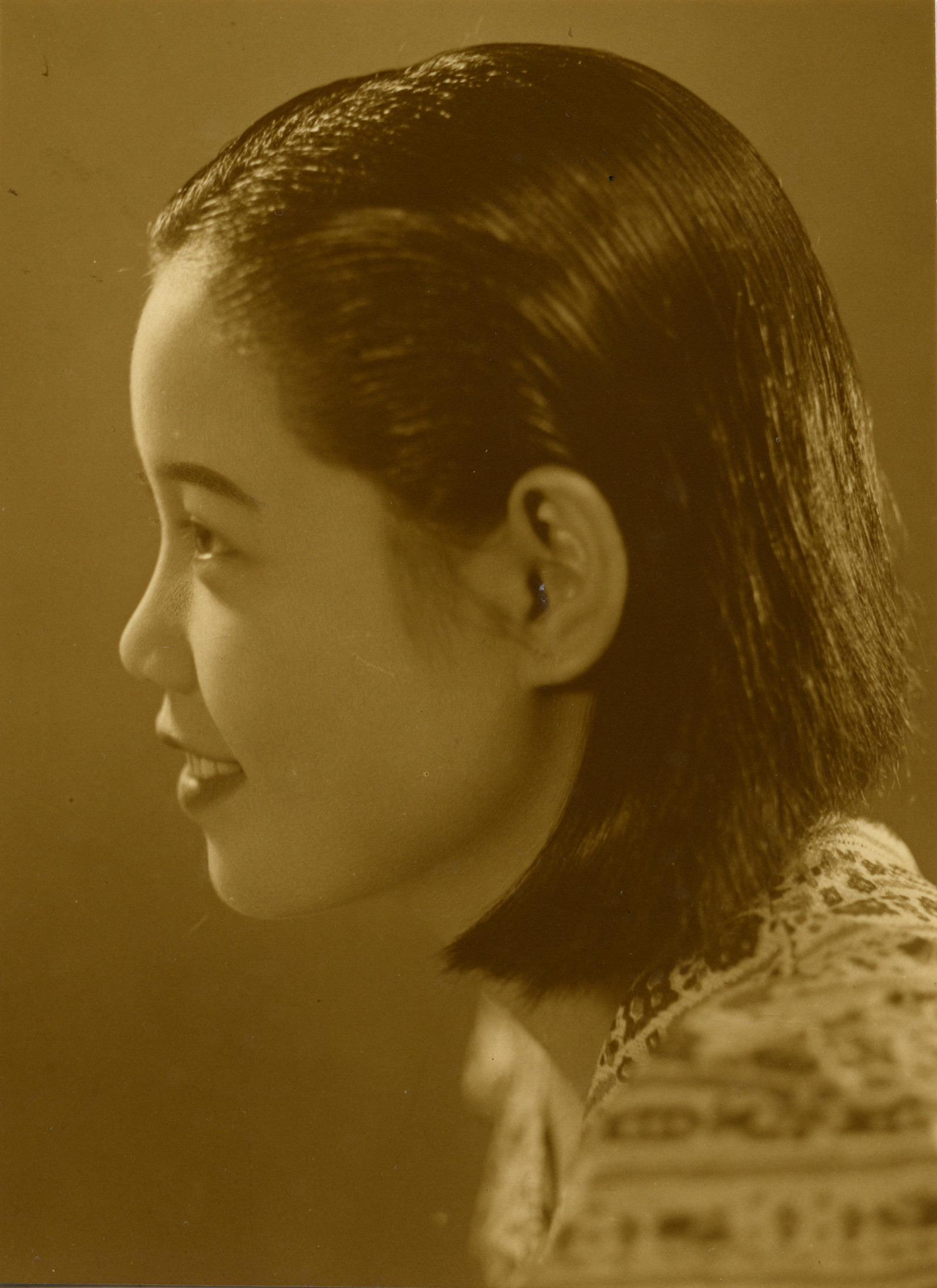
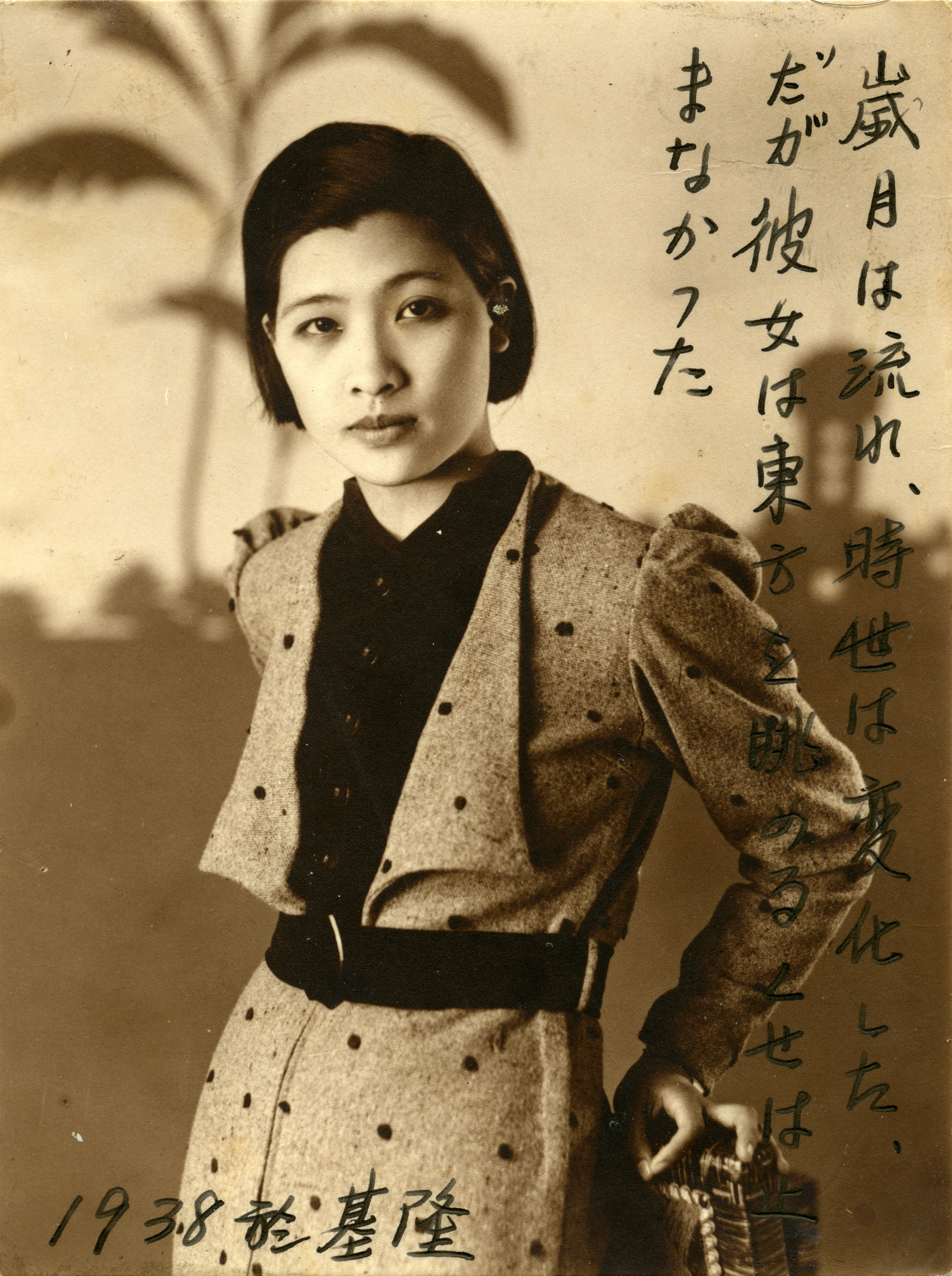
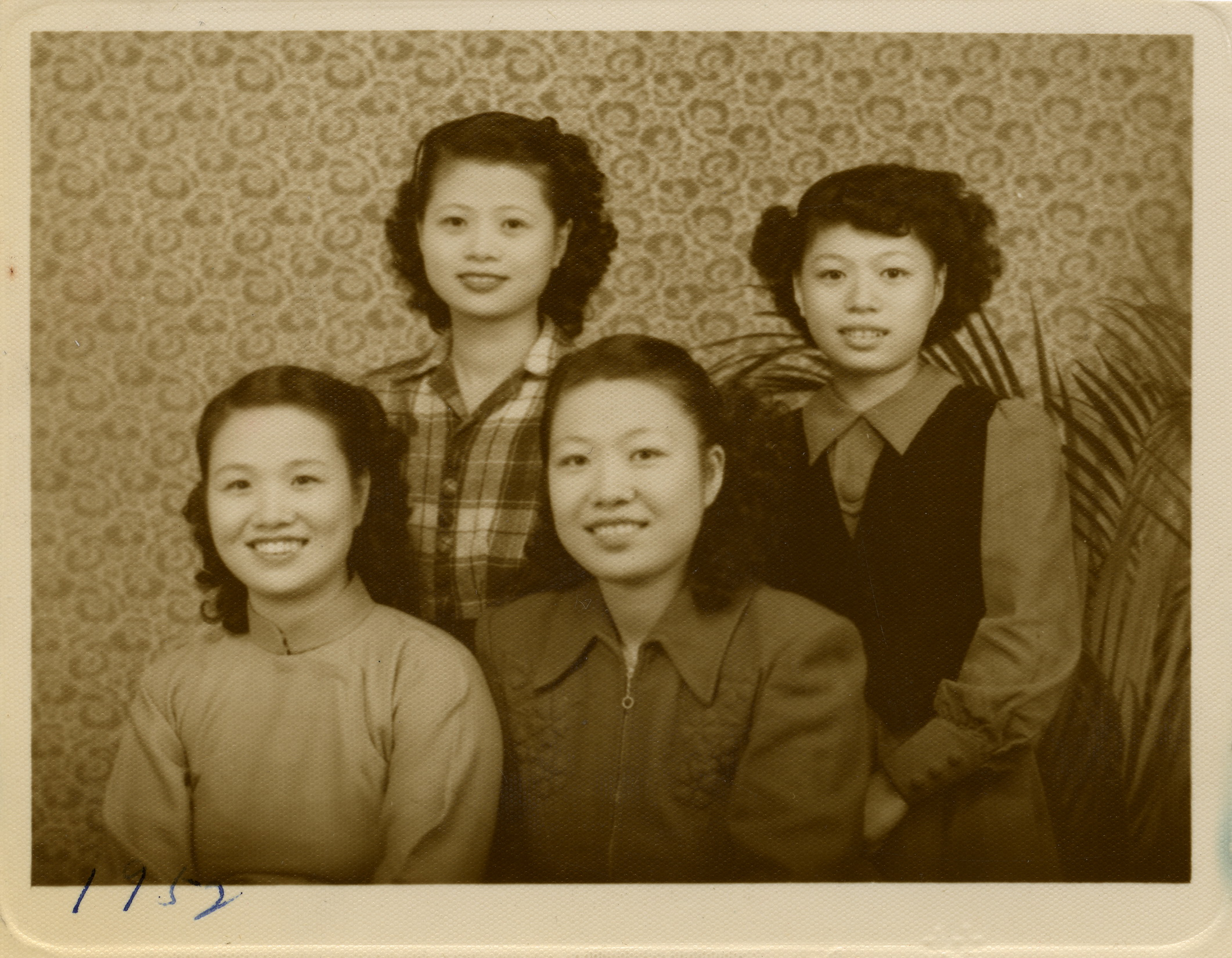
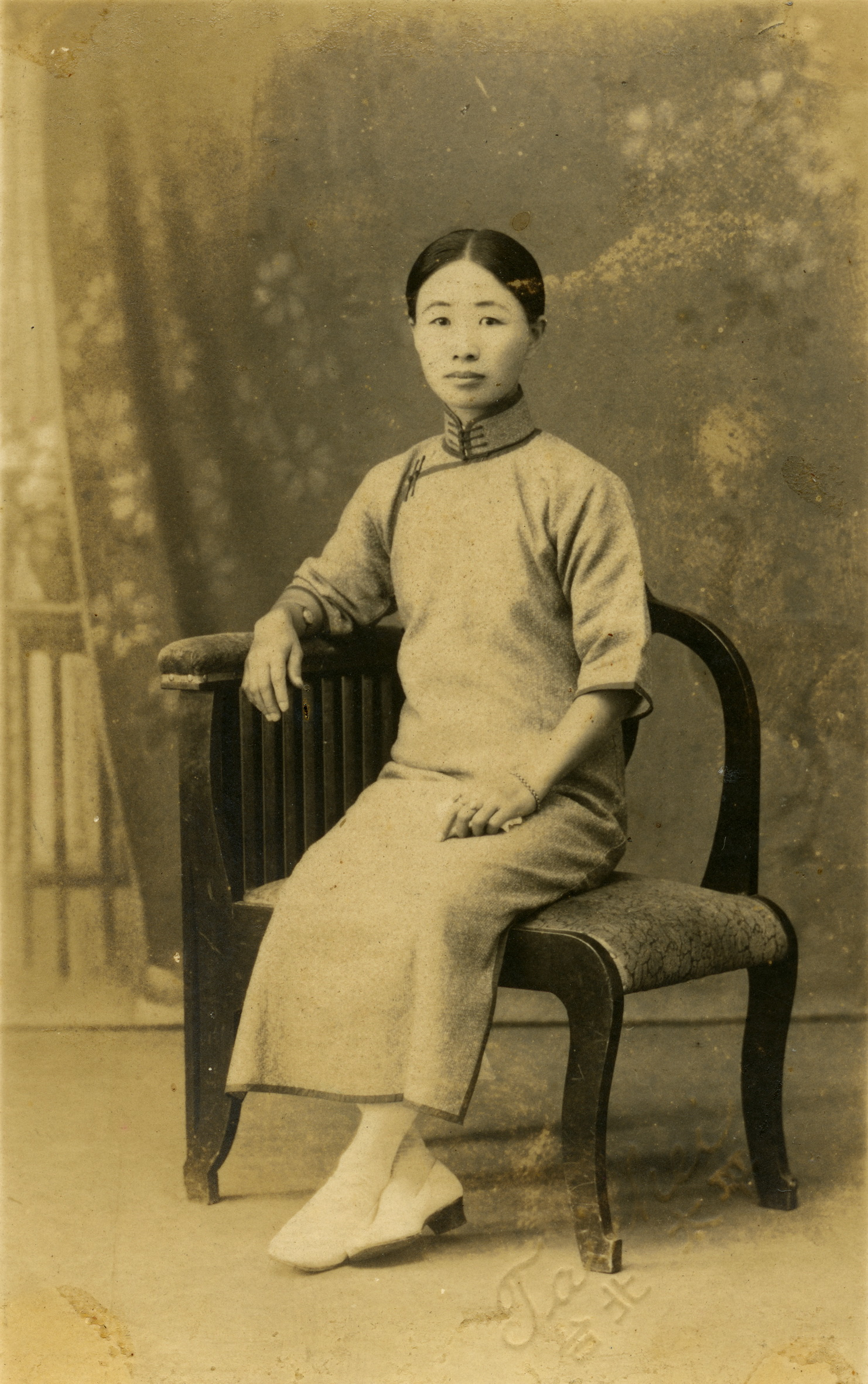
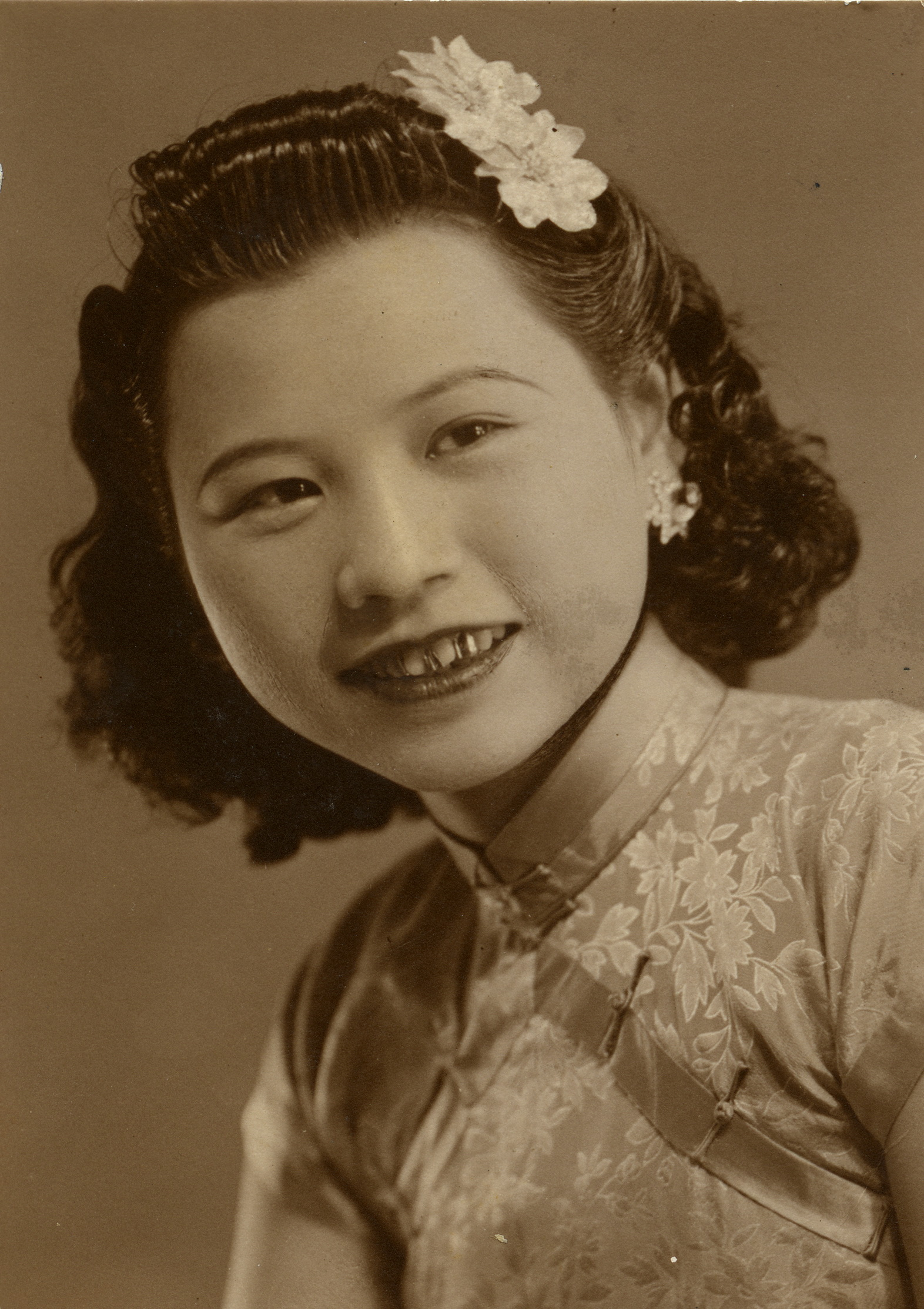
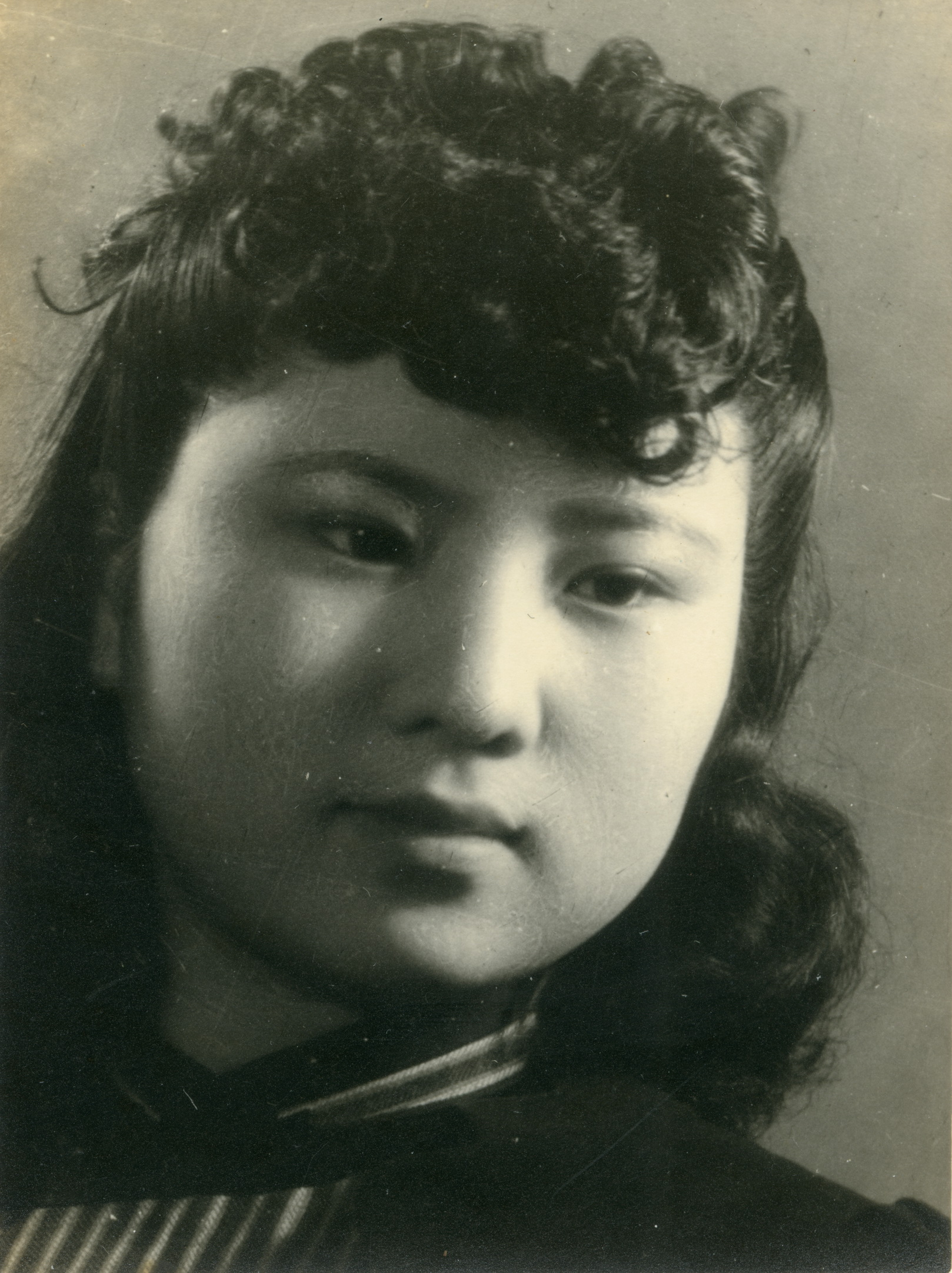
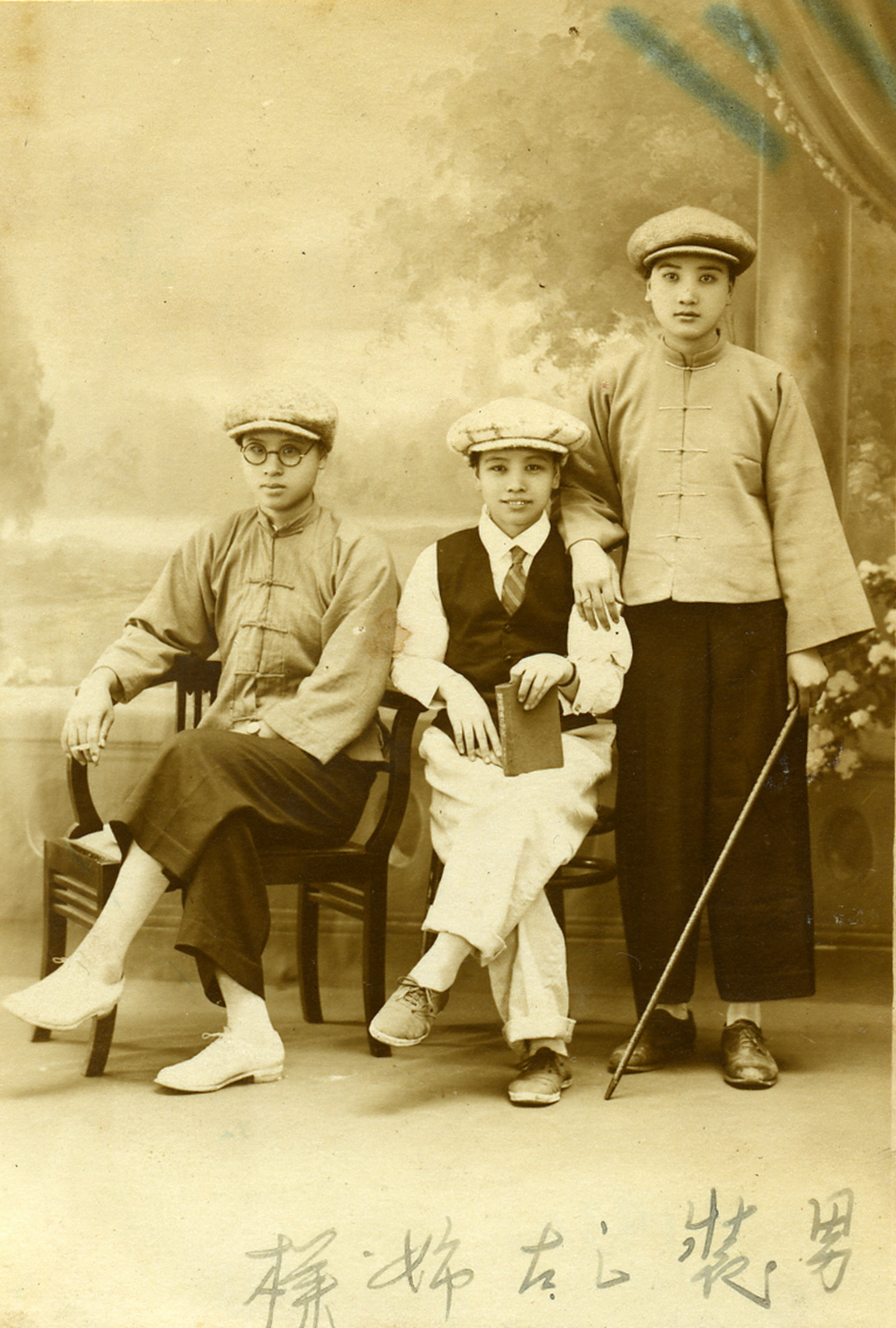